# Pratt & Whitney Kalisz
Pratt and Whitney Kalisz (Pratt & Whitney Kalisz, PWK) – przedsiębiorstwo przemysłu elektromaszynowego, spółka z ograniczoną odpowiedzialnością z siedzibą w Kaliszu, założona w 1992 roku, należąca do Pratt & Whitney Canada.

## Historia
Spółka Pratt and Whitney Kalisz powstała w 1992 roku jako joint venture przedsiębiorstwa państwowego WSK „PZL-Kalisz” i kanadyjskiej firmy Pratt & Whitney Canada, dla której od 1987 roku produkowały koła zębate. Początkowo do nowej spółki WSK „PZL-Kalisz” wniosła jedną halę i maszyny, później Pratt and Whitney Kalisz zakupiła dwie dalsze hale. Na początku 1996 roku Pratt & Whitney Canada wykupiła wszystkie udziały w spółce i stała się jedynym udziałowcem.
Zakłady produkują części silników turbośmigłowych i odrzutowych, w tym koła zębate, wały, aparaty kierujące, dla macierzystych zakładów Pratt & Whitney Canada. Produkowano m.in. elementy silników turbośmigłowych PT6, a od 2012 także elementy silników dla dużych samolotów pasażerskich Airbus A320 i Bombardier C, w tym silnika nowej generacji GTF. Kooperują z Pratt & Whitney Rzeszów i WSK „PZL-Kalisz”. W 2017 roku zakłady posiadały cztery hale i zatrudniały ok. 1400 pracowników.
Przedsiębiorstwo przechodziło przekształcenia organizacyjne – w grudniu 2003 roku pierwotne zakłady Pratt and Whitney Kalisz Sp. z o.o. (nr KRS 0000143525) zostały przejęte przez Aerotech Kalisz Sp. z o.o.; połączone spółki nadal noszą nazwę Pratt and Whitney Kalisz Sp. z o.o. (nr KRS 0000009775). Razem z firmą macierzystą wchodzą w skład holdingu United Technologies Corporation.